# IEARN
iEARN是國際教育資源網 (International Education And Resource Network) 的簡稱，成立於1988年的冷戰時期，由教育慈善家彼得·哥本 (Peter Copen) 所創立。是國際間進行幼稚園至高三階段（K-12）跨學科之社群，尤其以專案式教學最為著名。每年暑假期間會在各國舉辦教育年會，邀請全球的教育學者、基層教師、學生共同參與為期一週的討論，有人認為是全球最大的教育性年會。

## 歷史

### 緣起
1988年，當時美俄關係緊張，冷戰末期的衝突感讓人民覺得世界大戰即將開始。在這樣的氛圍之下，哥本家族基金會 (Copen Family Foundation) 進行了一項「紐約/莫斯科學校電報交流專案」 (New York/Moscow Schools Telecommunications Project) 透過與「敵國」民眾的直接對話，解除彼此之間的疑慮。這個計畫的效果十分正面，於是開始了學校的國際交流過程。

### 輪辦年會
自1994年，參與iEARN的教師在阿根廷舉辦實體聚會後，開始了在各國輪流舉辦年會的傳統；1995年在澳洲、1996年匈牙利、1997年西班牙、1998年美國、1999年波多黎各、2000年中國北京、2001年南非開普敦、2002年俄羅斯莫斯科、2003年日本、2004年斯洛維尼亞、2005年塞內加爾達卡、2006年荷蘭、2007年埃及開羅、2008年烏茲別克、2009年摩洛哥、2010年加拿大、2011年台灣高雄、2012年原預定由千里達主辦但後來因故取消改為網路聚會、2013年則於卡達杜哈舉辦。

### 華文世界之參與

#### 台灣
台灣在1999年首次有老師參與iEARN的活動，台灣分會組織「台灣國際教育資源網學會（页面存档备份，存于）」於2001年創立，首任理事長為高雄中學潘輝雄校長、後由中正高工校長陳守仁、高雄高商校長張添庸、高雄高商校長張輝正繼任理事長，現任理事長為鳳新高中吳翠玲老師。 第一任秘書長為[高雄中學]李志成老師、第二任秘書長為張輝正校長、第三任秘書長為吳翠玲老師、第四任秘書長為康恩寧老師、現任秘書長為謝齡萱小姐。
在國際iEARN 交流互動中，各國的Country Coordinator ( 國際聯繫人, 2014年起中文名稱改為國際事務長)是進行國際交流的靈魂人物。第一任Country Coordinator 為高雄女中李旻俐老師(1999年-2000年)、後由高雄中學李志成老師接任(2000年-2002年)、鳳新高中吳翠玲老師(2002年 -2013年)、2014年起由高雄市正興國中陳貞君老師接任。
2011年第18屆iEARN國際年會暨第15屆青少年高峰會由臺灣國際教育資源網學會主辦，國立高雄師範大學、高雄市教育局（页面存档备份，存于）、國立科學工藝博物館等共同合作辦理，共有42個國家參與年會， 450位師生參加。 台灣國際教育資源網學會目前以國際專案式學習為主軸，透過ICT(資訊傳播科技)，成為臺灣中小學與國際教育夥伴之平台。提供教師專業成長之機會，瞭解專案式學習如何應用於教學中，進而提升臺灣教育品質。協助臺灣青少年進入國際iEARN社群，與國際夥伴為更美好的世界盡一份心力。 
目前iEARN Taiwan提供之服務包括： 
1. 線上教師專業課程：每年可上線註冊參與兩季跨國專案課程，增長教師國際觀並可達分享各國教育資源之目的。
2. 多樣選擇的專案(project book)：iEARN提供約有150-300個專案，主要分為三大領域：語文藝術類、人文社會類、及科學類科。透過多樣的跨科統整的課程，滿足多樣性之組合及合作。
3. 與國際夥伴從事專案式學習計畫：透過跨國國際專案之合作，教師得以豐富教學內容並開發符合現實需求之教材。同時此合作，能培養學生「帶得走」、「解決問題」的能力、引發學生學習興趣、並訓練學生「小組合作」之素養。
4. 學習各國教育所長，與世界同步：與之接軌讓各國教育更具現代化。
5. 讓「讓世界變得更美好」(Make a difference in the world)：提供國內師生及家長們讓世界更美好的平台[16]。

目前全台國小、國中、高中超過100個會員學校，進行多個專案式學習計畫如 Teddy Bear, Side by side, NDYS, Solar Cooking, Holiday Card Exchange, Voyage, Learning Circle等。並與美國Adobe Youth Voice進行專案, 美國國務院NSLI-Y（页面存档备份，存于）國際學生來台語文計畫專案等。
透過跨國專案活動的進行，可以培養教師全球視野與關鍵能力、創造真實學習情境和激發學習動機等多元學習效益，參與的教師通常保有正向的教育信念，其進行方式通常強調多元學習，亦將資訊融入教學，是一種培養多元能力與適用於差異化教學的教學策略之一。

#### 中國
中國於1991年即參與了iEARN國際的組織，目前在北京、上海、成都、西安、杭州、深圳等地皆有合作中心。中國與美國在2000年進行了第一個國際高中生交換計畫。